# Labochilus rubriventris
Labochilus rubriventris är en stekelart som beskrevs av Gusenleitner 2001. Labochilus rubriventris ingår i släktet Labochilus och familjen Eumenidae. Inga underarter finns listade i Catalogue of Life.